# Neon (fintech)
Neon é uma fintech brasileira fundada em 2016 autorizada pelo Banco Central do Brasil, que atua como conta de pagamento, emissão de moeda eletrônica e de instrumento pós-pago. A Neon oferece cartões de débito e crédito com a bandeira Visa em parceria com o Banco BV.
Foi a primeira empresa de serviços financeiros da América Latina a oferecer transferências bancárias via Siri, a primeira a lançar um serviço de identificação via selfie para autenticação de compras na internet como segunda verificação de segurança..

## História
A Neon foi fundada no dia 11 de julho de 2016 e surgiu após a indignação do fundador da Neon, Pedro Conrade, que, depois de estourar R$ 1 da sua conta-corrente, descobriu que seu banco iria cobrar R$ 46 de tarifa para início de uso do cheque especial.
Em junho de 2017, a empresa lançou uma modalidade de planejamento financeiro e investimento chamada de "Objetivos", uma opção com rendimento maior do que a poupança (aplicando-os em CDB), com liquidez diária e aporte mínimo de R$ 10.
Em 2022, a empresa alcançou a categoria “unicórnio” após o recebimento de um aporte de R$ 1,6 bilhão (US$ 300 milhões) em sua rodada Série D.
Em Fevereiro de 2025, o Banco Neon sofreu um ataque cibernético no qual teriam sido expostos dados de cerca de trinta milhões de clientes.

## Expansões
Nos últimos anos, a Neon realizou diversas aquisições estratégicas. Em janeiro de 2022, a Neon adquiriu a financeira Biorc, permitindo que a empresa atue diretamente em operações de crédito e financiamento para aquisição de bens e serviços.
Em 2020, a Neon comprou a Magliano, primeira corretora de valores da B3. No mesmo ano, a Neon fortaleceu o seu portfólio de empréstimo consignado com a compra da ConsigaMais, principal empresa do setor.
Em 2019, a Neon comprou a MEI Fácil, líder em serviços financeiros e educação para microempreendedores individuais.

## Prêmios
- Revelo Awards 2020 – Empresa Mais Atrativa +500 – 1º lugar[11]
- LinkedIn – Top Startups Brasil 2020 – 4º lugar[12]
- LinkedIn – Top Startups Brasil 2021 – 2º lugar[13]
- Forbes – Melhores Bancos do Brasil 2021[14]
- LinkedIn – Top Startups Brasil 2022 – 1º lugar[15]